# Чужа молитва
«Чужа молитва» (рос. «Чужая молитва») міжнародна назва «87 Children», робоча назва «Її серце» — копродукційний історико-драматичний фільм режисера Ахтема Сеітаблаєва. Прем'єра стрічки в Україні відбулася 18 травня 2017 року. Фільм розповідає про молоду кримськотатарську дівчину Саїде Аріфову, яка під час Другої світової війни, ризикуючи власним життям, врятувала 88 єврейських дітей-сиріт, проте ця історія не підтверджується Яд Вашем.
У серпні 2017 року стрічка взяла участь у відборі на висування фільму від України на ювілейну 90-ту кінопремію «Оскар» Американської академії кінематографічних мистецтв і наук у категорії «Найкращий фільм іноземною мовою».

## Виробництво

### Сюжет
Фільм розповідає історію кримської татарки Саїде Аріфової, яка  під час Другої світової війни двічі врятувала 88 єврейських дітей-сиріт: спершу — від нацистів, видаючи дітей за кримських татар, а вдруге — від військ НКВС, які здійснювали депортацію кримських татар у травні 1944 року, довівши, що ці діти є євреями.

### Бюджет
Бюджет фільму склав 31 мільйон гривень, з яких 10 мільйонів надало Державне агентство України з питань кіно.

### Зйомки
Зйомки фільму почались 11 червня 2016 року. Через анексію Криму Росією більша частина зйомок відбувалася у Грузії, неподалік від Тбілісі, у схожих на кримські місцях. Решту епізодів кінострічки відзнято в Україні та Ізраїлі.

## Бокс-офіс
Стрічка в українському дубляжі вийшла в український прокат 18 травня 2017 року. Загалом стрічка протрималася в українському прокаті 5 тижнів, її переглянуло близько 10 тис. глядачів і вона загалом заробила ₴629 тис.

## Участь у кінофестивалях
Під міжнародною назвою "87 Children" фільм брав участь в плеяді єврейських кінофестивалів по всьому світі, зокрема "International Film Festival SCHLINGEL - 2018", "Jewish International Film Festival in Australia - 2018", "Boca Raton Jewish Film Festival - 2019" тощо.
| Список нагород та номінацій | Список нагород та номінацій | Список нагород та номінацій      | Список нагород та номінацій | Список нагород та номінацій | Список нагород та номінацій |
| Кінофестиваль/Кінопремія    | Рік                         | Категорія                        | Номінант(и)                 | Результат                   | Дж                          |
| --------------------------- | --------------------------- | -------------------------------- | --------------------------- | --------------------------- | --------------------------- |
| Премія «Золота дзиґа»       | 20.04.2018                  | Найкраща акторка у головній ролі | Лілія Яценко                | Номінація                   | [ 12 ]                      |
| Премія «Золота дзиґа»       | 20.04.2018                  | Премія глядацьких симпатій       | Чужа молитва                | Номінація                   | [ 12 ]                      |